# كاستانيولي ديلي لانزي
كاستانيولي ديلي لانزي (بالإيطالية: Castagnole delle Lanze)‏ هي بلدة وبلدية في مقاطعة أستي في إقليم بييمونتي في جنوب إيطاليا.

## السكان
في سنة 1861 بلغ عدد السكان 3٬191 نسمة، وتطور العدد ليصل في سنة 2011 لـ 3٬784 نسمة.
يظهر هذا المخطط البياني تطور النمو السكاني لـ كاستانيولي ديلي لانزي

## توأمة
لكاستانيولي ديلي لانزي اتفاقيات توأمة مع كل من:
- براكنهايم
- Charnay-lès-Mâcon [الإنجليزية]‏
- Gmina Zbrosławice [الإنجليزية]‏